# Probotaklooster
Het Probotaklooster (Roemeens: Mănăstirea Probota) is een Roemeens-Orthodox klooster in in het dorp Probota (gemeente Dolhasca) in het noorden van Roemenië, in de Boekovina. De kloosterkerk is bekend om haar beschilderde muren. Dit klooster is gebouwd in 1530 in opdracht van Peter IV Rareș (Petru Rareș) op enkele honderden meters van een eerder klooster uit de 14e eeuw dat verwoest werd door een aardverschuiving.

## Sint-Nicolaaskerk
De Sint-Nicolaaskerk (Roemeens: Biserica Sf. Nicolae) staat samen met de andere beschilderde kerken in Moldavië op de Werelderfgoedlijst van UNESCO. De kerk werd gebouwd om necropool te worden van de voorouders en familie van de Moldavische prins Peter Rareș en hierdoor ontstond een opmerkelijk gebouw, zowel op gebied van architectuur als van beschildering. De vernieuwende iconografie van de fresco's diende als voorbeeld voor andere kerken gesticht door Peter Rareș en zijn opvolgers.
De schilderingen aan de buitenkant hebben erg te lijden gehad van de tand des tijds maar zijn nog volledig te ontcijferen. De kerk is rondom versierd met een processie van heiligen (Het gebed van alle heiligen) die zich lijken te begeven naar het sanctuarium van de kerk. Dit thema was vernieuwend en werd later overgenomen voor andere kerken in Roemenië. Verder zijn er de schildering van de Hymne van de Heilige Maagd met 24 strofen (zuidelijke gevel van de pronaos), het Beleg van Constantinopel en een afbeelding van Grigore Roșca (zuidwand bij de ingang).
De fresco's binnen in de kerk zijn van hoog niveau al zijn ze ontsierd door onvakkundige restauraties uit de 19e eeuw. De anonieme kunstenaar met een opmerkelijk kleurenpalet was op de hoogte van de ontwikkelingen in de schilderkunst in Walachije en op de berg Athos. Opvallend zijn de voorstellingen van het Laatste Oordeel, de dierenriem en van Sint-Anna met Maria als kind.

## Galerij

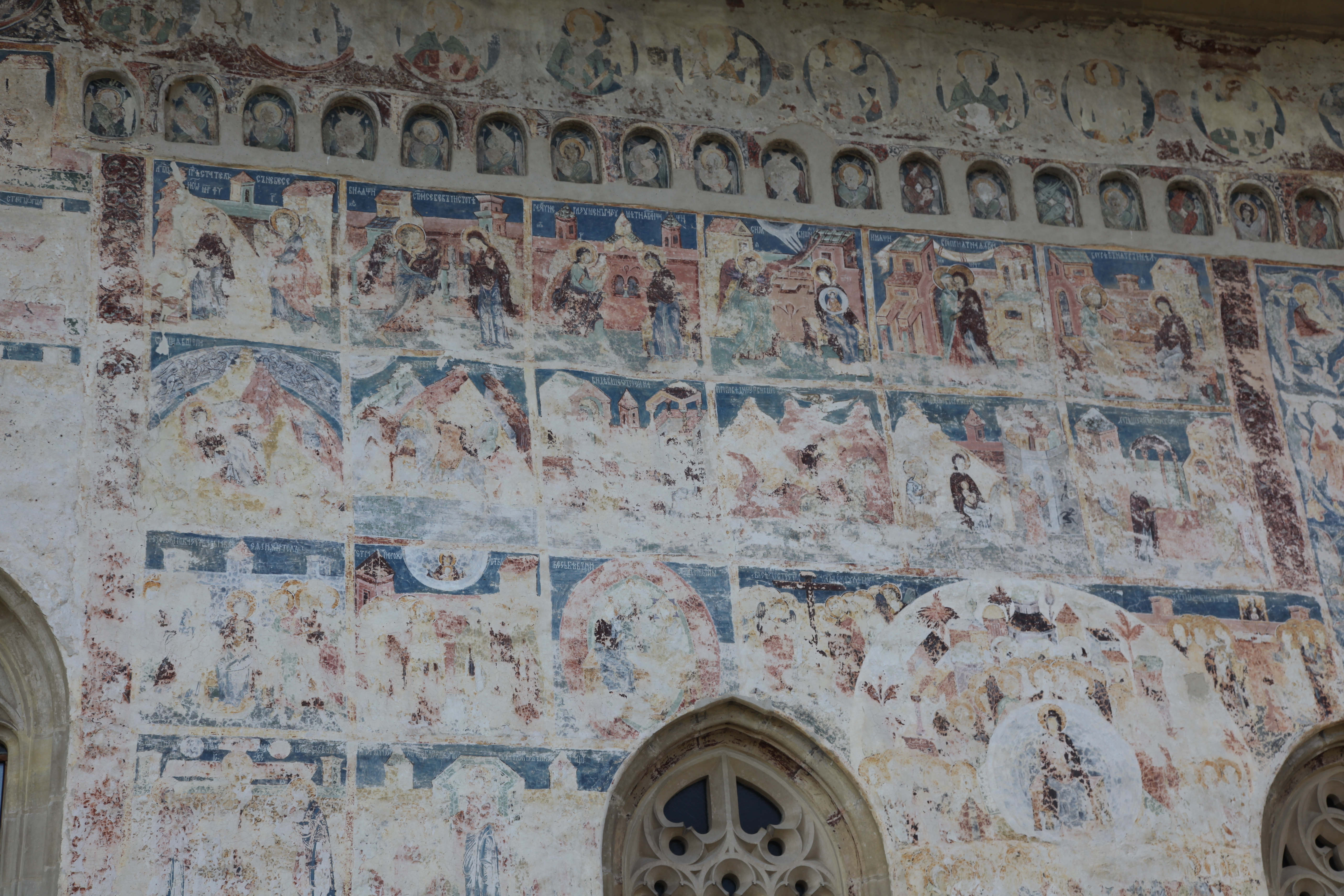
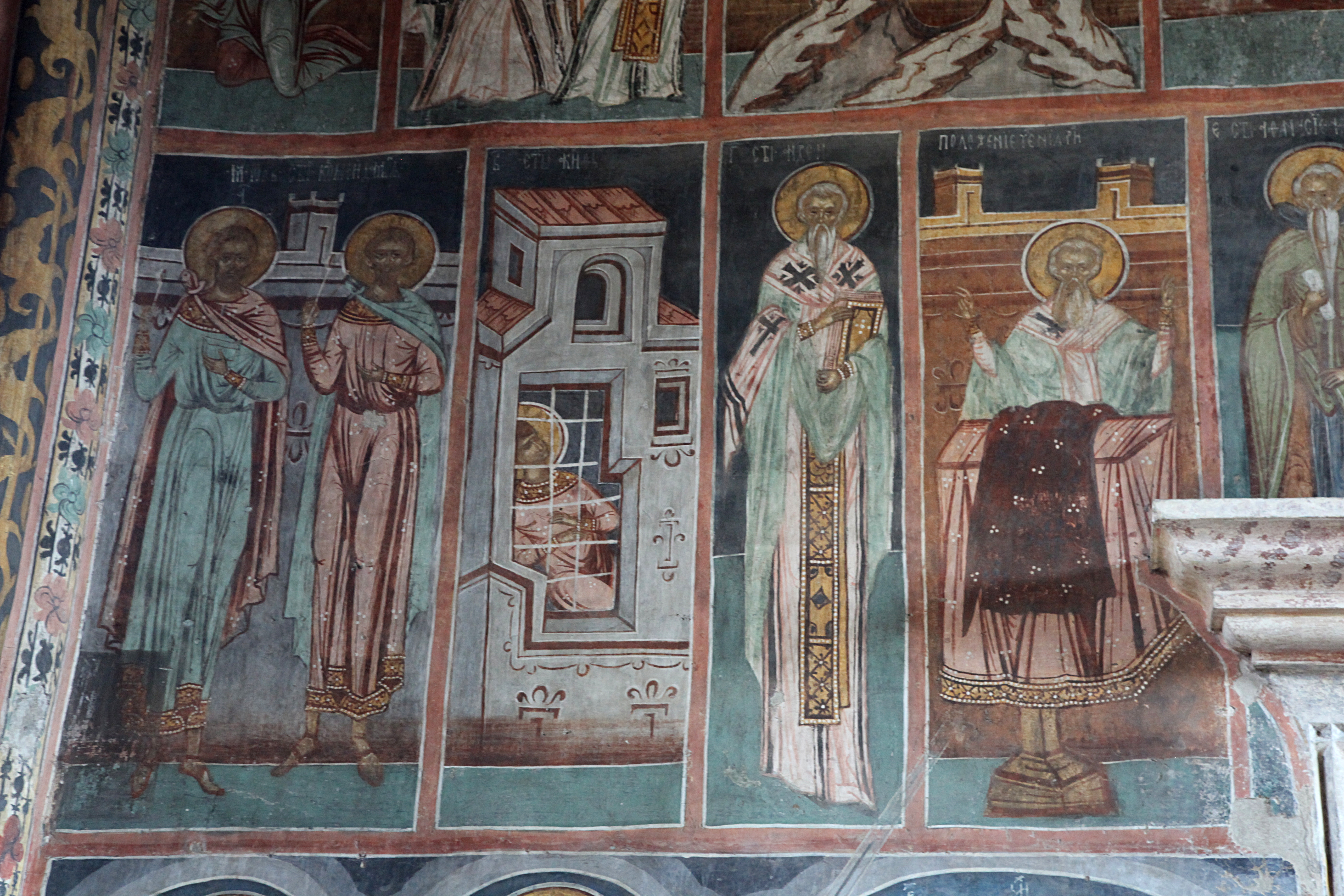
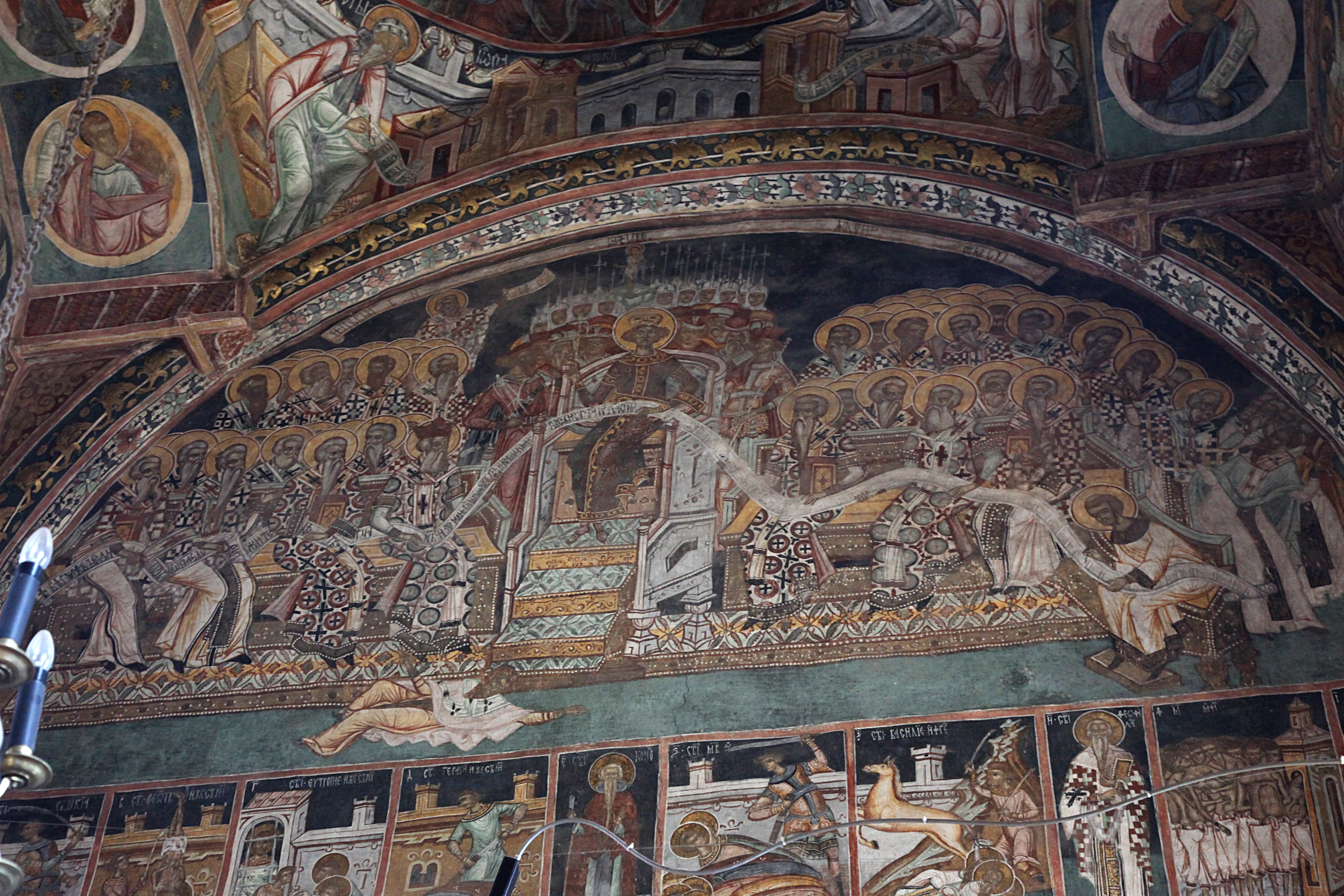
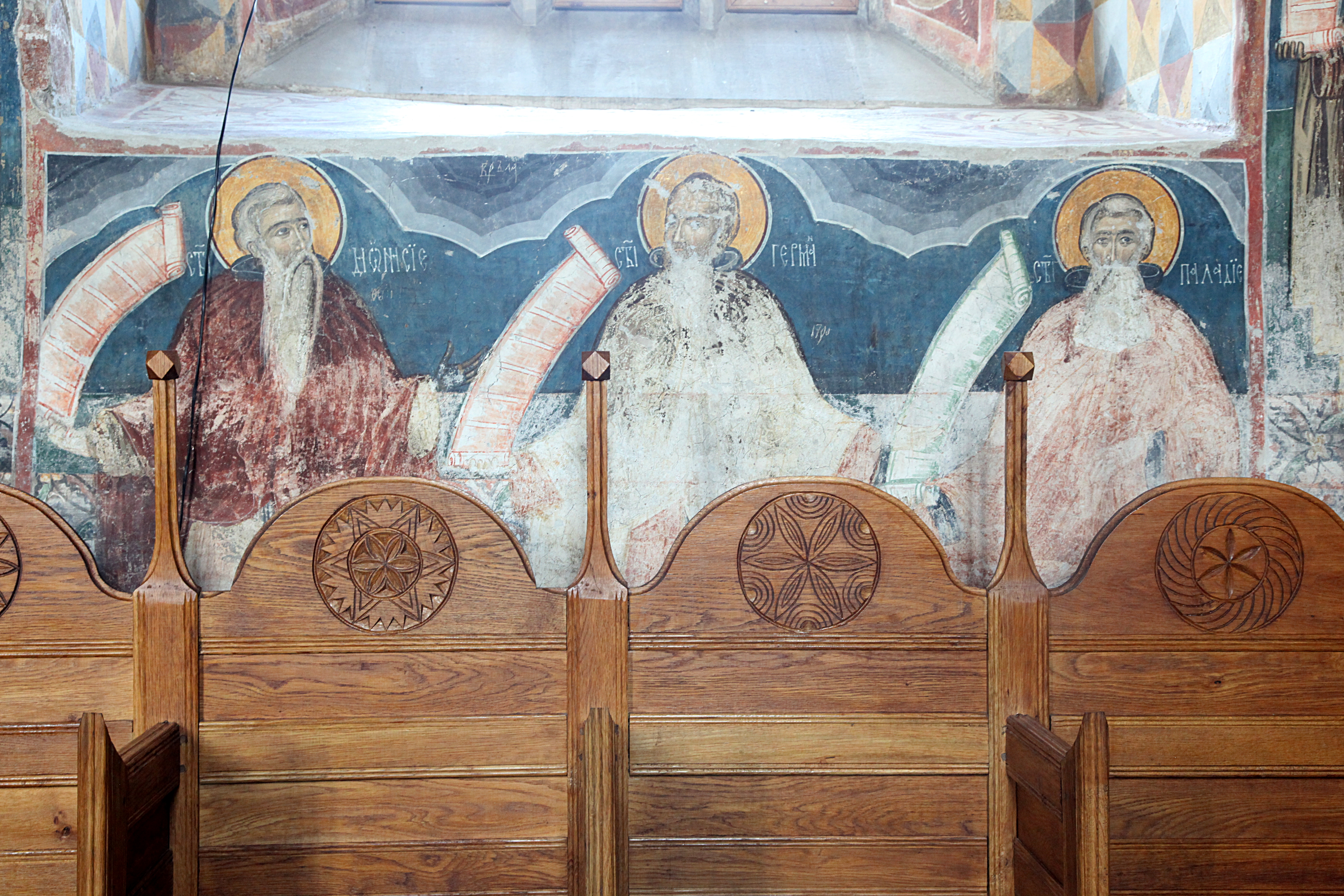

Donaudelta · 
Kerken in Moldavië · 
Klooster van Horezu · 
Dorpen met weerkerken in Transsylvanië · 
Dacische forten van het Orăştiegebergte · 
Historisch centrum van Sighișoara · 
Houten kerken in Maramureș · 
Oude en voorhistorische beukenbossen van de Karpaten en andere regio's van Europa  · 
Mijnlandschap van Roșia Montană · 
Grenzen van het Romeinse Rijk: Dacië · 
Monumentaal ensemble van Brâncuși in Târgu Jiu